# Indolizidin
Az indolizidin heterociklusos vegyület, az indolizidin alkaloidok, például a szvainzonin és kasztanospermin alapváza.

## Fordítás
Ez a szócikk részben vagy egészben  az   Indolizidine című angol Wikipédia-szócikk ezen változatának fordításán alapul.  Az eredeti cikk szerkesztőit annak laptörténete sorolja fel. Ez a jelzés csupán a megfogalmazás eredetét és a szerzői jogokat jelzi, nem szolgál a cikkben szereplő információk forrásmegjelöléseként.